# بیمارستان اطفال پالمر آرنولد

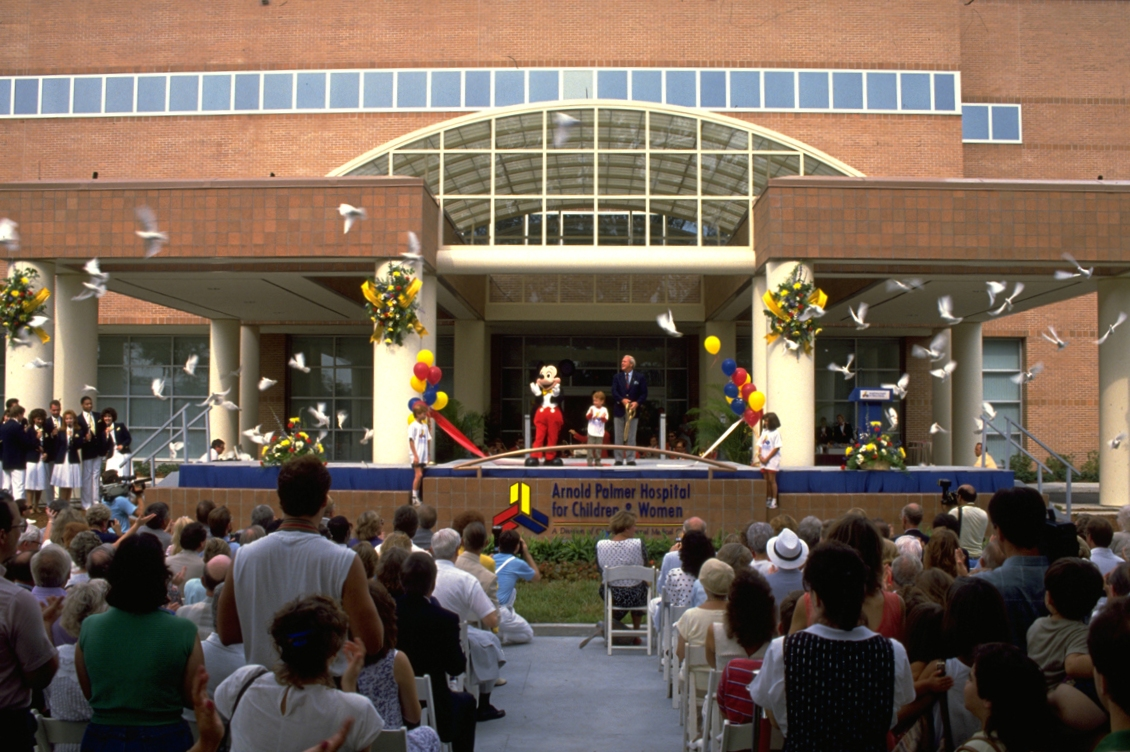
بیمارستان اطفال پالمر آرنولد

بیمارستان اطفال پالمر آرنولد  (به انگلیسی: Arnold Palmer Hospital for Children) بیمارستانی خصوصی در ایالات متحده آمریکا است که در ۱۹۸۹ میلادی ساخته شد و دارای ۱۵۸ تخت است.